# Рафоу
Ра̀фоу (на английски: Raphoe; на ирландски: Ráth Bhoth, на английски се произнася по-близко до Рѐфоу, [ˈræfoʊ]) е град в северната част на Ирландия, графство Донигал на провинция Ълстър. Разположен е на около 10 km от границата със Северна Ирландия и от административния център на графството град Лифорд. Обект на туризъм е англиканската катедрала. Имал е жп гара от 1 януари 1909 до 1 януари 1960 г. Населението на града е 1065 жители от преброяването през 2006 г. 